# Norwich (Vermont)
Pour les articles homonymes, voir Norwich (homonymie).
Norwich est une ville du comté de Windsor, dans le Vermont, aux États-Unis. Elle est bordée par le fleuve Connecticut, qui la sépare d'Hanover et du New Hampshire. Sa population était de 3 544 habitants au recensement de 2000.